# Daniel Garrison Brinton
Daniel Garrison Brinton (Thornbury Township, Pensilvania, 13 de mayo de 1837-Filadelfia, 31 de julio de 1899) fue un arqueólogo, etnólogo y lingüista de Estados Unidos. En 1891 realizó una clasificación de las lenguas indígenas de América.

## Biografía
Brinton nació en Thornbury Township en Pensilvania. Tras graduarse en la Universidad de Yale en 1858, Brinton estudió medicina en el Jefferson Medical College durante dos años y pasó los siguientes años viajando por Europa. Continuó sus estudios en París y Heidelberg. De 1862 a 1865, durante la guerra civil estadounidense fue cirujano del ejército de la Unión, ejerciendo entre 1864 y 1865, como cirujano jefe del hospital general del ejército en Quincy (Illinois). Brinton sufrió una insolación durante la tercera batalla de Chattanooga y nunca pudo volver a viajar en tiempos muy calurosos. Esa afección afectó negativamente a su carrera como etnólogo.
Tras la guerra, Brinton practicó la medicina en West Chester (Pensilvania) durante muchos años y fue editor de una publicación semanal, el Medical and Surgical Reporter, en Filadelfia entre 1874 y 1887; llegando a ser profesor de etnología y arqueología en la Academia de Ciencias Naturales de Filadelfia en 1884. Fue profesor de lingüística americanista y arqueología en la Universidad de Pensilvania entre 1886 hasta su muerte.
Fue miembro de numerosas sociedades científicas en los Estados Unidos y Europa y llegó a ser presidente de las sociedades numismática y anticuaria de Filadelfia, de la Sociedad Americana del Folklore, la Sociedad Filosófica Americana y la Asociación Americana para el Avance de la Ciencia.
Durante su discurso como presidente de la Asociación Americana para el Avance de la Ciencia en agosto de 1895, Brinton abogó por teorías relacionadas con el racismo científico muy populares en aquel tiempo. Tal como señala Charles A. Lofgrenen su libro:

The Plessy Case, although Brinton "accepted the 'psychical unity' throughout the human species," he claimed "all races were 'not equally endowed,' which disqualified [some of] them from the atmosphere of modern enlightenment."   He asserted some have "...an inborn tendency, constitutionally recreant to the codes of civilization, and therefore technically criminal."  Further, he said the characteristics of "races, nations, tribes...supply the only sure foundations for legislation, not a priori notions of the rights of man."

Además, Brintont simpatizó con el anarquismo los últimos años de su vida. En abril de 1896, dictó una lección en la Ethical Fellowship de Filadelfia sobre lo «que buscan los anarquistas» a una audiencia de simpatizantes. En octubre de 1897, Brinton tuvo una cena con Piotr Kropotkin después de que el famoso anarquista diera un discurso en Filadelfia. Kropotkin había rehusado previamente las invitaciones de varias personas de la élite de Filadelfia.
Con ocasión de un encuentro en su memoria durante octubre de 1900, el orador principal Albert H. Smyth afirmó:

En Europa y América, buscó la asociación de los anarquistas y se mezclaba a veces con los descontentos del mundo para poder apreciar sus quejas, y sopesar sus propuestas para la reforma y el cambio.

## Obras
De 1868 a 1899, Brinton escribió muchos libros, una gran parte de los cuales fueron panfletos, folletos, discursos y artículos de revistas. Sus obras incluyen:
- A study in the native religions of the western continent.
- Library of Aboriginal American Literature. No. VIII
- American authors and their productions
- Nagualism, A Study in Native American Folk-lore and History (1894)
- Ancient nahuatl poetry
- The Myths of the New World (1868), an attempt to analyse and correlate, scientifically, the mythology of the American Indians
- The Religious Sentiment: its Sources and Aim: A Contribution to the Science and Philosophy of Religion (1876)
- American Hero Myths (1882)
- The Folk-Lore of Yucatán (1883), publicado en el "Folk-Lore Journal» de L»ndres, Vol. 1, VIII parte, páginas 163-180
- The Annals of the Cakchiquels (1885)
- The Lenâpé and their Legends: With the Complete Text and Symbols of the Walam Olum (1885)
- Essays of an Americanist (1890)
- Races and Peoples: lectures on the science of ethnography (1890);
- The American Race (1891)
- The Pursuit of Happiness (1893)
- Religions of Primitive People (1897)

Además, editó y publicó una Biblioteca de Literatura Americana Aborigen (8 vols. 1882-1890), considerada una valiosa contribución a la antropología americana. De los ocho volúmenes, seis fueron editados por el propio Brinton, uno por Horatio Hale y otro Albert Samuel Gatschet. Su obra de 1885 es notoria por el papel que desempeñó en la controversia de Walam Olum.